# بتمن دراکولا
بتمن دراکولا (به انگلیسی: Batman Dracula) فیلمی به کارگردانی اندی وارهول با بازی گرگوری باتکوک محصول کشور ایالات متحده آمریکا است.